# Keita Nakamura
Keita Nakamura (født 30. juni 1993) er en japansk fodboldspiller, som spiller for den japanske fodboldklub Shimizu S-Pulse.